# Sprengel Stade
Der Sprengel Stade ist einer von sechs nicht selbständigen Unterbezirken der Evangelisch-lutherischen Landeskirche Hannover. Verwaltungssitz ist die Landessuperintendentur in Stade.

## Geographische Lage
Der Sprengel Stade liegt im Norden Niedersachsens und der Evangelisch-lutherischen Landeskirche Hannover. Er umfasst das Elbe-Weser-Dreieck und grenzt:
- im Norden an die Nordelbische Evangelisch-Lutherische Kirche,
- im Osten an den Sprengel Lüneburg,
- im Süden an die Bremische Evangelische Kirche und den Sprengel Lüneburg,
- im Westen an die Evangelisch-Lutherische Kirche in Oldenburg.

## Struktur
Mit 520.000 Gemeindegliedern ist der Sprengel Stade der zweitgrößte der Hannoverschen Landeskirche. Der Sprengel umfasst seit dem 1. Januar 2013 neun Kirchenkreise:
- Cuxhaven-Hadeln (32 Gemeinden, 50.000 Gemeindeglieder)
- Wesermünde (31 Gemeinden, 60.000 Gemeindeglieder)
- Stade (21 Gemeinden, 60.000 Gemeindeglieder)
- Bremerhaven  (15 Gemeinden, 49.000 Gemeindeglieder)
- Buxtehude (11 Gemeinden, 50.000 Gemeindeglieder)
- Bremervörde-Zeven (19 Gemeinden, 59.000 Gemeindeglieder)
- Osterholz-Scharmbeck (17 Gemeinden)
- Rotenburg (16 Gemeinden, 59.000 Gemeindeglieder)
- Verden (31 Gemeinden, 60.000 Gemeindeglieder)

Diese gliedern sich in insgesamt 193 Kirchengemeinden (Stand April 2016).

## Geschichte und Gegenwart
Der Sprengel Stade wurde 1936 gebildet und ging hauptsächlich aus der Generaldiözese Bremen-Verden einschließlich des Landes Hadeln hervor.
Mit dem 1. Januar 2013 wurden die bisherigen Kirchenkreise Cuxhaven und Land Hadeln zum Kirchenkreis Cuxhaven-Hadeln und die Kirchenkreise Wesermünde-Nord und Wesermünde-Süd zum Kirchenkreis Wesermünde zusammengelegt.

## Landessuperintendentur

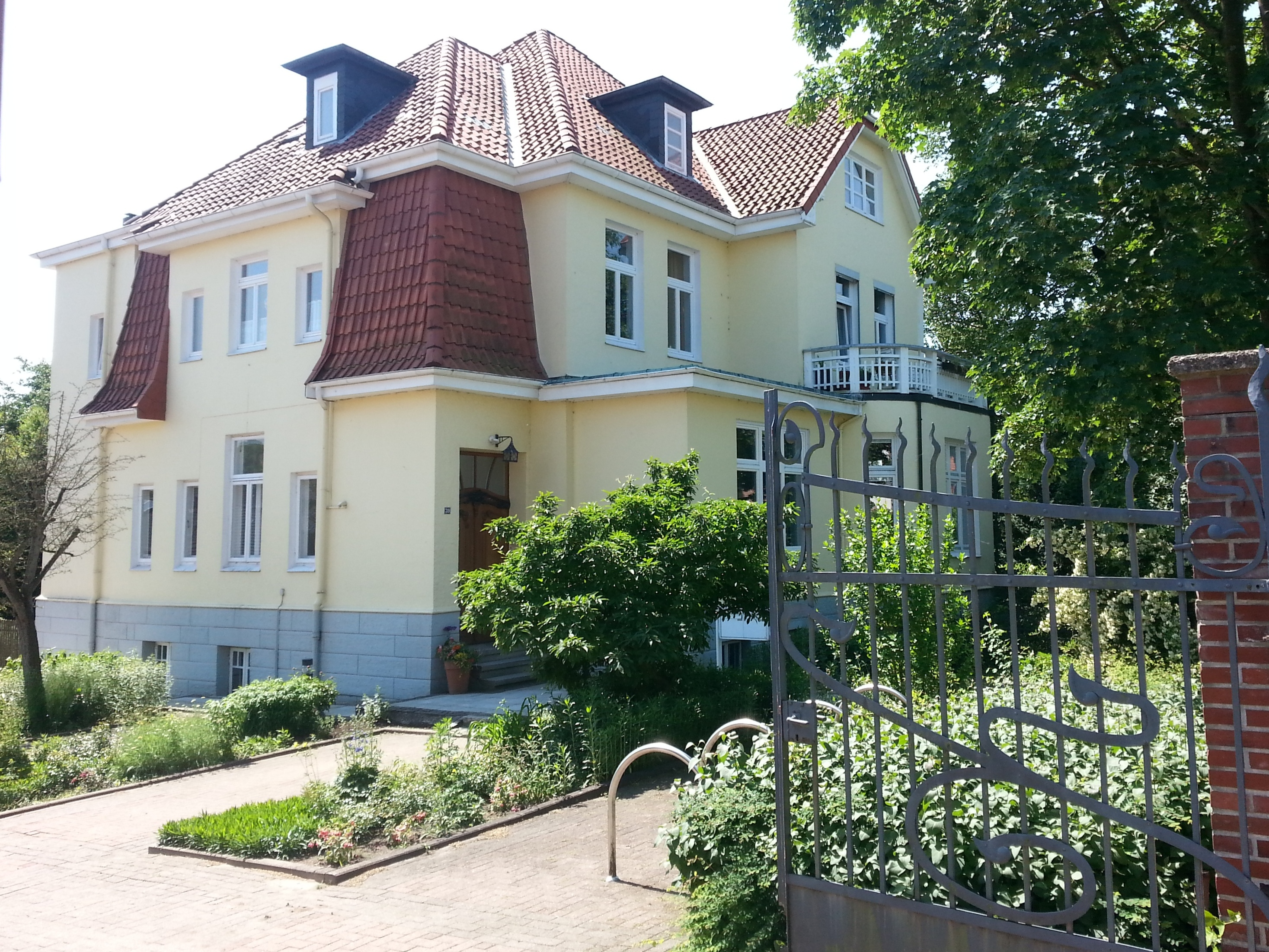
Landessuperintendentur in der Teichstraße, Stade

Als Sitz der Landessuperintendentur dient das 1950 vom Mineralölwerk Stade erworbene Haus Teichstraße 39.
Das Haus kirchlicher Dienste der Landeskirche übernimmt Aufgaben der Verwaltung für die Landessuperintendentur.

### Leitung des Sprengels
Die geistliche Leitung des Sprengels Stade obliegt dem Amtsinhaber der Stader Landessuperintendentur. Von hier aus werden bischöfliche Aufgaben wie Ordination von Geistlichen, Visitationen von Kirchengemeinden und Einweihungen sakraler Gebäude vorgenommen und Tätigkeiten ausgeübt, die von der Bischofskanzlei in Hannover alleine schon aus Entfernungsgründen delegiert werden. Darüber hinaus ist er Seelsorger aller kirchlichen  Mitarbeiter. Zu seinem Amt gehört weiterhin, die Kirchenkreise und Einrichtungen der Diakonie des Sprengels zu visitieren. Der Landessuperintendent, seit 2020 Regionalbischof, gehört per Amt dem Bischofsrat der Landeskirche an.

### Landessuperintendenten/Regionalbischöfe
- 1936–1948: Franz Wiebe
- 1950–1970: Hans Hoyer
- 1970–1977: Martin Kruse
- 1977–1992: Karl Manzke
- 1992–2001: Jürgen Johannesdotter
- 2001–2009: Manfred Horch
- 2010–2025: Hans Christian Brandy
- ab 2025: Sabine Preuschoff[3]

## Ephorenkonvent
Die leitenden Geistlichen der neun Kirchenkreise, die Superintendenten, bilden den Ephorenkonvent des Sprengels. Einer der Amtsinhaber ist Stellvertreter des Regionalbischofs.

## Sprengeldienste und -einrichtungen
- Haus kirchlicher Dienste (Sprengelbüro)- mit u. a.: Frauenwerk, Kirchlicher Dienst in der Arbeitswelt, Evangelische Jugend, Männerarbeit, Kirchlicher Dienst in Freizeit, Erholung und Tourismus, Gemeindeberatung,
- Evangelische Erwachsenenbildung Nord
- Beauftragter für Schulfragen,
- Behindertenarbeit[4],
- Evangelisches Bildungszentrum Bad Bederkesa[5],
- Diakonische Behindertenhilfe in Lilienthal und Bremen,
- Zentrum für Gottesdienst und Kirchenmusik mit Posaunenwerk und Kirchenmusik,
- Diakonisches Werk,
- Fachberatung für evangelische Kindertagesstätten,
- Krankenhausseelsorge,
- Lektorenarbeit,
- Evangelische Militärseelsorge,
- Evangelisch-lutherisches Missionswerk in Niedersachsen,
- Nachbarschaftshilfe,
- Notfallseelsorge,
- Öffentlichkeitsarbeit,
- Optimum – ein Projekt zum Umwelt- und Klimaschutz,
- Pastoralpsychologischer Dienst,
- Seemannsmission und
- Telefonseelsorge[6]

## Mitglieder der Landessynode
Aus dem Sprengel werden auch die Mitglieder in das höchste parlamentarische Gremium der Landeskirche, die Landessynode, entsandt.